# Wiktor Dmitrijewitsch Samirailo
Wiktor Dmitrijewitsch Samirailo (* 24. Novemberjul. / 6. Dezember 1868greg. in Tscherkassy, Gouvernement Kiew, Russisches Kaiserreich; † 2. Oktober 1939 in Peterhof, RSFSR, Sowjetunion) war ein ukrainisch-russisch-sowjetischer Maler, Buchillustrator und Bühnenbildner.

## Leben
Samirailo kam in Tscherkassy in der heute ukrainischen Oblast Tscherkassy zur Welt. Er studierte zwischen 1881 und 1886 an der Kiewer Zeichenschule von Mykola Muraschko.
In Kiew arbeitete er  mit Michail Alexandrowitsch Wrubel an der Restaurierung von Fresken der Kirche des heiligen Kyrill und zwischen 1885 und 1890 mit Wiktor Michailowitsch Wasnezow an Inschriften und Verzierungen von Wandmalereien in der Wladimirkathedrale. Mit diesem ging er anschließend, zur weiteren Zusammenarbeit, nach Moskau. In den Jahren 1904 bis 1907 lebte er in Sankt Petersburg, wo er im Geiste der künstlerischen Vereinigung  Mir Iskusstwa (zu deutsch: Welt der Kunst) eng mit den ihr nahestehenden Künstlern zusammenarbeitete. 1907 zog er erneut nach Moskau.
Seine künstlerische Entwicklung stand von Anfang an, erkennbar an seinem reifen Stil, unter dem starken Einfluss seiner Vorbilder Michail A. Wrubel und Gustave Doré.
Samirailo inszenierte Performances, befasste sich mit monumental-dekorativer Malerei und seit den späten 1900er Jahren arbeitete er an einer umfangreichen Serie von Zeichnungen Capricci.
In seinen späten Lebensjahren beschäftigte er sich mit pädagogischer Tätigkeit, wurde jedoch in seinem letzten Lebensabschnitt aufgrund schwerer Krankheit von Lehre und kreativem Schaffen abgehalten. Als von allen vergessener Mann, blind und hilflos, beendete er 70-jährig, in einem Pflegeheim für ältere Menschen, sein Leben.